# Ambassade des États-Unis en Géorgie
L'ambassade des États-Unis en Géorgie est la représentation diplomatique des États-Unis auprès de la Géorgie. Elle est située à Tbilissi, la capitale. Depuis 2020, l'ambassadrice est Kelly C. Degnan (en).

## Histoire
Après la dislocation de l'URSS,  l'indépendance de la Géorgie est proclamée le 9 avril 1991. Cette indépendance est reconnue par les États-Unis le 25 décembre 1991 et l'ambassade est établie le 23 avril 1992. Le premier ambassadeur, Kent N. Brown, est nommé en septembre 1992.
Le 17 février 2012, Barack Obama annonce la nomination de Richard Norland au poste d'ambassadeur des États-Unis en Géorgie. Cette nomination est confirmée par un vote du Sénat le 30 mars 2012.

## Liste des ambassadeurs des États-Unis
Source.
- 1992-1995 : Kent N. Brown
- 1995-1997 : William Harrison Courtney (en)
- 1998-2001 : Kenneth Spencer Yalowitz
- 2002-2005 : Richard Miles (diplomat) (en)
- 2005-2009 : John F. Tefft
- 2009-2012 : John R. Bass (en)
- 2012-2015 : Richard Norland (en)
- 2015-2018 : Ian C. Kelly (en)
- Depuis 2020 : Kelly C. Degnan (en)